# مانامي نوماكورا
مانامي نوماكورا (沼倉愛美 نوماكورا مانامي) هي مؤدية أصوات يابانية ولدت في 15 أبريل 1988 في محافظة كاناغاوا.

## أدوارها في الأنمي

### مسلسلات أنمي تلفزيونية
- طاغية الحب - أكاني هياما
- آيدولماستر - هيبيكي غاناها
- آيكاتسو! - يوريكا تودو
- هاناياماتا - ماتشي توكيوا
- آربيجيو الفولاذ الأزرق: آرس نوفا - تاكاو
- فصل الاغتيال - ريو ناكامورا
- بطولات أرسلان - آلفريد
- بطولات أرسلان: رقصة العاصفة الترابية - آلفريد
- شو باي روك!! - ريتوري
- نيسيكوي: - بولا ماكوي
- مختبر الحب - ريكا كوراهاشي
- كامينوميزو شيرو سيكاي - هيبيكي
- حضانة هانامارو - كينجي
- رايلغان معينة خاصة بالعلم S - يومي كوساكابي
- أحجية الشر - أوتويا تاكيتشي
- شيروباكو - يومي تشيتوسي
- صوت! يوفونيوم - مانامي أوماي
- صوت! يوفونيوم 2 - مانامي أوماي
- فافنير اللامتناهية - ميتسوكي مونونوبي
- أوشيو و تورا - لي شا
- داغاشيكاشي - سايا إندو
- عروس الساحر - مينا
- عوليس: جان دارك و الفارس الخيميائي - آرثر دو ريشمون
- جاندام بيلد دايفرز - أيامي
- دكتور ستون - كوهاكو
- أوفرلورد - ناربيرال غاما
- أوفرلورد II - ناربيرال غاما
- أوفرلورد III - ناربيرال غاما
- نو غانز لايف - ماري ستاينبرغ
- هجوم العمالقة Season 3 - عملاق العربة

### أنمي الإنترنت
- كوروسينسي كويست! - ريو ناكامورا

### أفلام أنمي
- آيدولماستر موفي: إلى الجانب البرّاق - هيبيكي غاناها
- آيكاتسو! - يوريكا تودو
- آربيجيو الفولاذ الأزرق: آرس نوفا DC - تاكاو
- آربيجيو الفولاذ الأزرق: آرس نوفا Cadenza - تاكاو
- آرموني - مايومي
- فتيات الموسيقى - هارو تشيتوسي

## أدوارها في ألعاب الفيديو
- آيدولماستر SP - هيبيكي غاناها
- آيدولماستر ديرلي ستارز - هيبيكي غاناها
- آيدولماستر 2 - هيبيكي غاناها
- آيدولماستر شايني فيستا - هيبيكي غاناها
- آيدولماستر سندريلا جيرلز - هيبيكي غاناها
- آيدولماستر ميليون لايف! - هيبيكي غاناها
- آيدولماستر ون فور أول - هيبيكي غاناها
- آيدولماستر بلاتينوم ستارز - هيبيكي غاناها
- آيدولماستر ميليون لايف! ثياتر دايز - هيبيكي غاناها
- آيدولماستر ستيلا ستيج - هيبيكي غاناها
- طوكيو زانادو - ريون كوغاياما
- أرسلان: ذا واريورز أوف ليجند - آلفريد
- فصل الاغتيال: محاصرة كوروسينسي الكبرى!! - ريو ناكامورا
- فصل الاغتيال: خطة تدريب القتلة!! -ريو ناكامورا

## وصلات خارجية
- مانامي نوماكورا على موقع IMDb (الإنجليزية)
- مانامي نوماكورا على موقع ميوزك برينز (الإنجليزية)
- مانامي نوماكورا على موقع ديسكوغز (الإنجليزية)
- مانامي نوماكورا على موقع قاعدة بيانات الفيلم (الإنجليزية)
- مانامي نوماكورا على موقع ANN person (الإنجليزية)